# Австрия на летних Олимпийских играх 2024

## Медали
| Медаль | Спортсмен(ы)          | Вид спорта              | Дисциплина   | Дата       |
| ------ | --------------------- | ----------------------- | ------------ | ---------- |
| Золото | Лукас Мер Лара Вадлау | Парусный спорт          | 470          | 8 августа  |
| Золото | Валентин Бонтус       | Парусный спорт          | Формула Кайт | 9 августа  |
| Бронза | Михаэла Поллерес      | Дзюдо                   | 70 кг        | 31 июля    |
| Бронза | Якоб Шуберт           | Спортивное скалолазание | Комбинация   | 9 августа  |
| Бронза | Джессика Пильц        | Спортивное скалолазание | Комбинация   | 10 августа |

| Вид спорта              | 1 | 2 | 3 | Всего |
| Парусный спорт          | 2 | 0 | 0 | 2     |
| Спортивное скалолазание | 0 | 0 | 2 | 2     |
| Дзюдо                   | 0 | 0 | 1 | 1     |
| Всего                   | 2 | 0 | 3 | 5     |

| Медали по датам | Медали по датам | Медали по датам | Медали по датам | Медали по датам | Медали по датам |
| --------------- | --------------- | --------------- | --------------- | --------------- | --------------- |
| Дата            | 1               | 2               | 3               | Всего           |                 |
| 31 июля         | 0               | 0               | 1               | 1               |                 |
| 8 августа       | 1               | 0               | 0               | 1               |                 |
| 9 августа       | 1               | 0               | 1               | 2               |                 |
| 10 августа      | 0               | 0               | 1               | 1               |                 |
| Всего           | 2               | 0               | 3               | 5               |                 |

| Медали по полу | Медали по полу | Медали по полу | Медали по полу | Медали по полу |
| -------------- | -------------- | -------------- | -------------- | -------------- |
| Пол            | 1              | 2              | 3              | Всего          |
| Мужчины        | 1              | 0              | 1              | 2              |
| Женщины        | 0              | 0              | 2              | 2              |
| Микст          | 1              | 0              | 0              | 1              |
| Всего          | 2              | 0              | 3              | 5              |

## Квалификация
| № п/п | Вид спорта                  | Мужчины        | Мужчины                | Женщины        | Женщины                | Всего          | Всего                  |
| № п/п | Вид спорта                  | Завоевано квот | Количество спортсменов | Завоевано квот | Количество спортсменов | Завоевано квот | Количество спортсменов |
| ----- | --------------------------- | -------------- | ---------------------- | -------------- | ---------------------- | -------------- | ---------------------- |
| 1     | Академическая гребля        |                |                        | 2              | 3                      | 2              | 3                      |
| 2     | Бадминтон                   | 1              | 1                      |                |                        | 1              | 1                      |
| 3     | Велоспорт                   | 6              | 5                      | 6              | 4                      | 12             | 9                      |
| 4     | Спортивная гимнастика       |                |                        | 1              | 1                      | 1              | 1                      |
| 5     | Гольф                       | 1              | 1                      | 2              | 2                      | 3              | 3                      |
| 6     | Гребля на байдарках и каноэ | 2              | 1                      | 4              | 2                      | 6              | 3                      |
| 7     | Дзюдо                       | 3              | 3                      | 3              | 3                      | 7              | 6                      |
| 8     | Конный спорт                | 5              | 5                      | 3              | 3                      | 10             | 8                      |
| 9     | Лёгкая атлетика             | 4              | 4                      | 3              | 3                      | 7              | 7                      |
| 19    | Настольный теннис           | 1              | 1                      | 1              | 1                      | 2              | 2                      |
| 10    | Парусный спорт              | 2              | 5                      | 2              | 4                      | 6              | 9                      |
| 11    | Плавание                    | 10             | 7                      | 1              | 1                      | 7              | 8                      |
| 12    | Пляжный волейбол            | 1              | 2                      |                |                        | 1              | 2                      |
| 13    | Прыжки в воду               | 1              | 1                      |                |                        | 1              | 1                      |
| 14    | Прыжки на батуте            | 1              | 1                      |                |                        | 1              | 1                      |
| 15    | Синхронное плавание         |                |                        | 1              | 2                      | 1              | 2                      |
| 16    | Спортивное скалолазание     | 1              | 1                      | 1              | 1                      | 2              | 2                      |
| 17    | Стрельба                    | 4              | 3                      | 4              | 2                      | 9              | 5                      |
| 18    | Стрельба из лука            |                |                        | 1              | 1                      | 1              | 1                      |
| 19    | Теннис                      | 1              | 1                      | 1              | 1                      | 2              | 2                      |
| 20    | Триатлон                    | 2              | 2                      | 2              | 2                      | 4              | 4                      |
| 21    | Тхэквондо                   |                |                        | 1              | 1                      | 1              | 1                      |
|       | ИТОГО                       | 46             | 44                     | 39             | 37                     | 87             | 81                     |

## Состав команды
Академическая гребля
1. Магдалена Лобниг[англ.]
2. Луиза Альтенхубер[англ.]
3. Лара Тифентхалер[англ.]

 Бадминтон
1. Коллинз Филимон[англ.]

Велоспорт
 Шоссейный велоспорт
1. Феликс Гросшартнер
2. Марко Халлер
3. Анна Кизенхофер
4. Кристина Швайнбергер[англ.]

 Трековый велоспорт
1. Тим Вафлер[англ.]
2. Максимилиан Шмидбауэр[англ.]

 Маунтинбайк
1. Макс Фойдль[англ.]
2. Мона Миттервальнер[англ.]
3. Лаура Штиггер[англ.]

Гимнастика
 Спортивная гимнастика
1. Шарлице Мёрц[англ.]

 Гольф
1. Зепп Штрака[англ.]
2. Эмма Шпиц[англ.]
3. Сара Шобер[англ.]

Гребля на байдарках и каноэ
 Гребной слалом
1. Феликс Ошмауц[англ.]
2. Виктория Вольфхардт[англ.]
3. Коринна Кюнле[англ.]

 Дзюдо
1. Самуэль Гасснер[англ.]
2. Вахид Борчашвили
3. Аарон Фара[англ.]
4. Катарина Танцер[англ.]
5. Любяна Пиовесана[англ.]
6. Михаэла Поллерес

 Конный спорт
1. Кристиан Шумах[англ.]
2. Флориан Бахер[англ.]
3. Харальд Амброс[англ.]
4. Герфрид Пук[англ.]
5. Макс Кюнер[англ.]
6. Виктория Макс-Тойрер[англ.]
7. Леа Зигль[англ.]
8. Катарина Ромберг[англ.]

 Лёгкая атлетика
1. Маркус Фукс[англ.]
2. Рафаэль Паллич[англ.]
3. Энцо Диссль[англ.]
4. Лукас Вайсхайдингер
5. Сюзанна Гогль-Валли[англ.]
6. Юлия Майер[англ.]
7. Виктория Хадсон[англ.]

 Настольный теннис
1. Даниэль Хабесон[англ.]
2. София Полканова[англ.]

 Парусный спорт
1. Валентин Бонтус[англ.]
2. Беньямин Бильдштайн[англ.]
3. Давид Хуссль[англ.]
4. Лукас Мер[англ.]
5. Лукас Хаберл[англ.]
6. Лорена Абихт[англ.]
7. Алина Корнелли[англ.]
8. Лара Вадлау[англ.]
9. Таня Франк[англ.]

 Плавание
1. Феликс Аубёк[англ.]
2. Бернхард Райтсхаммер[англ.]
3. Cимон Бухер[англ.]
4. Мартин Эспернбергер[англ.]
5. Ян Херцог[англ.]
6. Валентин Байер[англ.]
7. Хайко Гиглер[англ.]
8. Лена Кройндль[англ.]

 Пляжный волейбол
1. Юлиан Хёрл[англ.]
2. Александер Хорст[англ.]

 Прыжки в воду
1. Антон Кноль[англ.]

 Прыжки на батуте
1. Бенни Вицани[англ.]

 Синхронное плавание
1. Анна-Мария Александри[англ.]
2. Эйрини-Мария Александри[англ.]

 Спортивное скалолазание
1. Якоб Шуберт
2. Джессика Пильц

 Стрельба
1. Александр Шмирл[англ.]
2. Андреас Тум[англ.]
3. Мартин Штремпфль[англ.]
4. Сильвия Штейнер[англ.]
5. Надин Унгеранк[англ.]

 Стрельба из лука
1. Элизабет Штрака[англ.]

 Теннис
1. Себастьян Офнер
2. Юлия Грабер

 Триатлон
1. Алоис Кнабль[англ.]
2. Тьеббе Кайндл[англ.]
3. Юлия Хаузер[англ.]
4. Лиза Пертерер[англ.]

 Тхэквондо
1. Марлен Яль[англ.]

## Академическая гребля
Австрия завоевала одну квоту на участие в соревнованиях по академической гребле на Чемпионате мира по академической гребле 2023 года в Белграде, Сербия и одну квоту на Европейской квалификационной регате 2024 года в Сегеде, Венгрия.
Женщины
| Спортсмен                          | Дисциплина               | Заезд   | Заезд | Утеш. заезды | Утеш. заезды | Четвертьфиналы | Четвертьфиналы | Полуфиналы | Полуфиналы | Финалы  | Финалы |
| Спортсмен                          | Дисциплина               | Время   | Место | Время        | Место        | Время          | Место          | Время      | Место      | Время   | Место  |
| ---------------------------------- | ------------------------ | ------- | ----- | ------------ | ------------ | -------------- | -------------- | ---------- | ---------- | ------- | ------ |
| Магдалена Лобниг                   | Одиночки                 | 7.39,39 | 2 QF  | —            | —            | 7.40,07        | 3 Q SA/B       | 7.40,02    | 6 Q FB     | 7.30,54 | 10     |
| Луиза Альтенхубер Лара Тифентхалер | Двойки парные, легковесы | 7.24,14 | 4 Q R | 7.17,77      | 2 Q SA/B     | —              | —              | 7.19,70    | 5 Q FB     | 7.10,02 | 10     |

Легенда: FA=Финал А (медали); FB=Финал В; FC=Финал С; FD=Финал D; FE=Финал E; FF=Финал F; SA/B=Полуфиналы A/B; SC/D=Полуфиналы C/D; SE/F=Полуфиналы E/F; QF=Четвертьфиналы; R=Утешительные заезды

## Бадминтон
Австрия завоевала одну квоту на участие в олимпийском турнире по бадминтону в соответствии с Олимпийским рейтингом BWF.
Мужчины
| Спортсмен       | Категория | Группы                              | Группы                               | Группы | 1/8 финала           | Четвертьфиналы       | Полуфиналы           | Финал / За 3 место   | Финал / За 3 место   |
| Спортсмен       | Категория | Соперник Счет                       | Соперник Счет                        | Место  | Соперник Счет        | Соперник Счет        | Соперник Счет        | Соперник Счет        | Место                |
| --------------- | --------- | ----------------------------------- | ------------------------------------ | ------ | -------------------- | -------------------- | -------------------- | -------------------- | -------------------- |
| Коллинз Филимон | Одиночный | DENАндерс Антонсен П (10-21, 18-21) | AZEЭди Рески Двичао П (18-21, 11-21) | 3      | завершил выступление | завершил выступление | завершил выступление | завершил выступление | завершил выступление |

## Велоспорт

### Шоссейные велогонки
Австрия получила по рейтингу UCI по два места в мужской и в женской групповых гонках на шоссе, а также по одному месту в мужской и женской индивидуальных гонках с раздельным стартом. Ещё одно место в женской индивидуальной гонке Австрия получила по результатам Чемпионата мира по шоссейным велогонкам 2023 года в Глазго, Великобритания.
Мужчины
| Спортсмен          | Дисциплина                 | Время    | Место |
| ------------------ | -------------------------- | -------- | ----- |
| Феликс Гросшартнер | Групповая гонка            | 6.21,54  | 26    |
| Марко Халлер       | Групповая гонка            | 6.20,50  | 6     |
| Феликс Гросшартнер | Гонка с раздельным стартом | 38.17,36 | 19    |

Женщины
| Спортсмен            | Дисциплина                 | Время    | Место |
| -------------------- | -------------------------- | -------- | ----- |
| Анна Кизенхофер      | Групповая гонка            | 4.07,16  | 52    |
| Кристина Швайнбергер | Групповая гонка            | 4.04,23  | 28    |
| Анна Кизенхофер      | Гонка с раздельным стартом | 46.28,88 | 33    |
| Кристина Швайнбергер | Гонка с раздельным стартом | 41.52,02 | 10    |

### Велотрек
Австрия в соответствии с олимпийским рейтингом UCI завоевала по одному месту в мужском омниуме и мужском мэдисоне.
Омниум
| Спортсмен  | Дисциплина     | Скрэтч | Скрэтч | Темповая гонка | Темповая гонка | Гонка с выбыванием | Гонка с выбыванием | Гонка по очкам | Гонка по очкам | Всего | Всего |
| Спортсмен  | Дисциплина     | Очки   | Место  | Очки           | Место          | Очки               | Место              | Очки           | Место          | Очки  | Место |
| ---------- | -------------- | ------ | ------ | -------------- | -------------- | ------------------ | ------------------ | -------------- | -------------- | ----- | ----- |
| Тим Вафлер | Мужчины омниум | 16     | 13     | 0              | 16             | 4                  | 19                 | 25             | 8              | 55    | 13    |

Мэдисон
| Спортсмены                       | Дисциплина      | Очки | Круги | Место |
| -------------------------------- | --------------- | ---- | ----- | ----- |
| Тим Вафлер Максимилиан Шмидбауэр | Мужчины мэдисон | 5    | -60   | 14    |

### Маунтинбайк
Австрия получила одно место в мужские и два места в женские соревнования по маунтинбайку по Олимпийскому квалификационному рейтингу UCI.
| Спортсмен          | Категория | Время   | Место |
| ------------------ | --------- | ------- | ----- |
| Макс Фойдль        | Мужчины   | 1.31,26 | 22    |
| Мона Миттервальнер | Женщины   | 1.34,44 | 18    |
| Лаура Штиггер      | Женщины   | 1.30,15 | 6     |

## Гимнастика спортивная
Австрия получила одно место в женском многоборье по результатам Серии этапов Кубка мира 2024 года.
| Спортсмен    | Дисциплина          | Квалификация | Квалификация | Квалификация | Квалификация | Квалификация | Квалификация | Финал                 | Финал                 | Финал                 | Финал                 | Финал                 | Финал                 |
| Спортсмен    | Дисциплина          | Снаряды      | Снаряды      | Снаряды      | Снаряды      | Всего        | Место        | Снаряды               | Снаряды               | Снаряды               | Снаряды               | Всего                 | Место                 |
| Спортсмен    | Дисциплина          | ОП           | РБ           | Б            | В            | Всего        | Место        | ОП                    | РБ                    | Б                     | В                     | Всего                 | Место                 |
| ------------ | ------------------- | ------------ | ------------ | ------------ | ------------ | ------------ | ------------ | --------------------- | --------------------- | --------------------- | --------------------- | --------------------- | --------------------- |
| Шарлице Мёрц | Женщины многоборье  | 12,500       | 11,766       | 11,100       | 11,733       | 47,099       | 57           | завершила выступление | завершила выступление | завершила выступление | завершила выступление | завершила выступление | завершила выступление |
| Шарлице Мёрц | Разновысокие брусья | —            | 11,766       | —            | —            | —            | 70           | завершила выступление | завершила выступление | завершила выступление | завершила выступление | завершила выступление | завершила выступление |
| Шарлице Мёрц | Бревно              | —            | —            | 11,100       | —            | —            | 75           | завершила выступление | завершила выступление | завершила выступление | завершила выступление | завершила выступление | завершила выступление |
| Шарлице Мёрц | Вольные упражнения  | —            | —            | —            | 11,733       | —            | 70           | завершила выступление | завершила выступление | завершила выступление | завершила выступление | завершила выступление | завершила выступление |

## Гольф
Австрия получила одно место в мужские и два места в женские соревнования по гольфу в соответствии с рейтингом IGF.
| Сопртсмен   | Категория | 1 круг | 2 круг | 3 круг | 4 круг | Итого | Итого | Итого |
| Сопртсмен   | Категория | Счет   | Счет   | Счет   | Счет   | Счет  | Пар   | Место |
| ----------- | --------- | ------ | ------ | ------ | ------ | ----- | ----- | ----- |
| Зепп Штрака | Мужчины   | 67     | 74     | 70     | 71     | 282   | −2    | =35   |
| Эмма Шпиц   | Женщины   | 75     | 70     | 75     | 70     | 290   | +2    | =29   |
| Сара Шобер  | Женщины   | 75     | 73     | 73     | 79     | 300   | +12   | =47   |

## Гребля на байдарках и каноэ

### Гребной слалом
Австрия завоевала право выставить одну лодку в женских соревнованиях на байдарках на Чемпионате мира по гребному слалому в Лондоне, Великобритания и одну лодку в мужских соревнованиях на байдарках на Европейских играх 2023 года в Кракове, Польша. Ещё одну квоту в соревнования женщин Австрия получила за счет перераспределения квот. Все квалифицированные участники также автоматически получили право на участие в кроссе на байдарках.
| Спортсмен           | Дисциплина       | Заезды    | Заезды | Заезды    | Заезды | Заезды       | Заезды  | Полуфинал | Полуфинал | Финал                 | Финал                 |
| Спортсмен           | Дисциплина       | 1 попытка | Место  | 2 попытка | Место  | Лучшее время | Место   | Время     | Место     | Время                 | Место                 |
| ------------------- | ---------------- | --------- | ------ | --------- | ------ | ------------ | ------- | --------- | --------- | --------------------- | --------------------- |
| Феликс Ошмауц       | Мужчины байдарка | 90,07     | 15     | 92,40     | 16     | 90,07        | 18 Q SF | 91,83     | 4 Q F     | 90,21                 | 10                    |
| Виктория Вольфхардт | Женщины байдарка | 114,27    | 17     | 110,39    | 12     | 110,39       | 17 Q SF | 120,78    | 14        | завершила выступление | завершила выступление |
| Коринна Кюнле       | Женщины каноэ    | 98,24     | 11     | 95,67     | 8      | 95,67        | 8 Q SF  | 106,25    | 12 Q F    | 103,09                | 10                    |

Кросс на байдарках
| Спортсмен           | Категория | Квалиф. время | Место | 1 круг | Утеш. заезды | 2 круг                | Четвертьфиналы        | Полуфиналы            | Финал                 | Место |
| ------------------- | --------- | ------------- | ----- | ------ | ------------ | --------------------- | --------------------- | --------------------- | --------------------- | ----- |
| Феликс Ошмауц       | Мужчины   | 67,87         | 7     | 1 Q    | —            | 3                     | завершил выступление  | завершил выступление  | завершил выступление  | 17    |
| Виктория Вольфхардт | Женщины   | 80,83         | 32    | 3 R    | 2 Q          | 4                     | завершила выступление | завершила выступление | завершила выступление | 31    |
| Коринна Кюнле       | Женщины   | 76,55         | 22    | 4 R    | 3            | завершила выступление | завершила выступление | завершила выступление | завершила выступление | 33    |

## Дзюдо
Австрия получила по рейтингу IJF по три места в мужских и женских соревнованиях, а также право выставить команду в соревновании смешанных команд.
| Спортсмен                                                                                     | Категория         | 1/16 финала                       | 1/8 финала                         | Четвертьфиналы                   | Полуфиналы                  | Утеш. поединки        | Финал / За 3 место           | Финал / За 3 место   |
| Спортсмен                                                                                     | Категория         | Соперник Результат                | Соперник Результат                 | Соперник Результат               | Соперник Результат          | Соперник Результат    | Соперник Результат           | Место                |
| --------------------------------------------------------------------------------------------- | ----------------- | --------------------------------- | ---------------------------------- | -------------------------------- | --------------------------- | --------------------- | ---------------------------- | -------------------- |
| Самуэль Гасснер                                                                               | Мужчины до 73 кг  | SYRХасан Баян В 10-00             | KOSАкил Гякова П 00-10             | завершил выступление             | завершил выступление        | завершил выступление  | завершил выступление         | 9                    |
| Вахид Борчашвили                                                                              | Мужчины до 81 кг  | AFGМохаммад Самим Файзад В 11-000 | GEOТато Григалашвили П 00-01       | завершил выступление             | завершил выступление        | завершил выступление  | завершил выступление         | 9                    |
| Аарон Фара                                                                                    | Мужчины до 100 кг | JPNАарон Вольф П 00–10            | завершил выступление               | завершил выступление             | завершил выступление        | завершил выступление  | завершил выступление         | завершил выступление |
| Катарина Танцер                                                                               | Женщины до 48 кг  | HKGВонг Ка Ли В 10–00             | MGLБавуудоржийн Баасанхуу П 00–10  | завершила выступление            | завершила выступление       | завершила выступление | завершила выступление        | 9                    |
| Любяна Пиовесана                                                                              | Женщины до 63 кг  | KAZЭсмигуль Куиулова 0 В 01-00    | GBRЛюси Реншалл В01-00             | MEXПриска Авити Алькарас П 00-01 | —                           | KORКим Чи Со В 10-00  | FRAКларисс Агбеньену П 00-10 | 5                    |
| Михаэла Поллерес                                                                              | Женщины до 70 кг  | —                                 | GBRКати-Джемина Йетс-Браун В 01-00 | FRAМари-Ив Гайе В 10-00          | GERМириам Буткерайт П 00-10 | —                     | ESPАи Цунода В 10-00         | 3                    |
| Самуэль Гасснер Вахид Борчашвили Аарон Фара Катарина Танцер Любяна Пиовесана Михаэла Поллерес | Команды           | Германия · П 01-04                | завершили выступление              | завершили выступление            | завершили выступление       | завершили выступление | завершили выступление        | 9                    |

## Конный спорт
Австрия завоевала по результатам Чемпионата Европы по выездке и Чемпионата Европы по конкуру 2023 право выставить команду и трёх участников в личных соревнованиях в выездке и конкуре соответственно. Также Австрия получила одно место в личных соревнованиях в троеборье в соответствии с олимпийским рейтингом FEI.

### Выездка
| Спортсмен                                            | Лошадь            | Дисциплина       | Гран При | Гран При | Специальный Гран При | Специальный Гран При | Произвольный Гран При | Произвольный Гран При |
| Спортсмен                                            | Лошадь            | Дисциплина       | Баллы    | Место    | Баллы                | Место                | Баллы                 | Место                 |
| ---------------------------------------------------- | ----------------- | ---------------- | -------- | -------- | -------------------- | -------------------- | --------------------- | --------------------- |
| Виктория Макс-Тойрер                                 | Abegglen FH       | Личный турнир    | 74,301   | 14 Q     | —                    | —                    | 75.375                | 17                    |
| Штефан Лефелльнер                                    | Roberto Carlos MT | Личный турнир    | 68,183   | 45       | завершил выступление | завершил выступление | завершил выступление  | завершил выступление  |
| Флориан Бахер                                        | Fidertraum        | Личный турнир    | 71,009   | 26       | завершил выступление | завершил выступление | завершил выступление  | завершил выступление  |
| Штефан Лефелльнер Флориан Бахер Виктория Макс-Тойрер | См. выше          | Командный турнир | 213,493  | 8 Q      | 211,505              | 9                    | —                     | —                     |

### Троеборье
| Спортсмен      | Лошадь            | Дисциплина    | Выездка | Выездка | Кросс | Кросс | Кросс | Конкур       | Конкур       | Конкур       | Конкур               | Конкур               | Конкур               | Всего | Всего |
| Спортсмен      | Лошадь            | Дисциплина    | Выездка | Выездка | Кросс | Кросс | Кросс | Квалификация | Квалификация | Квалификация | Финал                | Финал                | Финал                | Всего | Всего |
| Спортсмен      | Лошадь            | Дисциплина    | Штраф   | Место   | Штраф | Всего | Место | Штраф        | Всего        | Место        | Штраф                | Всего                | Место                | Штраф | Место |
| -------------- | ----------------- | ------------- | ------- | ------- | ----- | ----- | ----- | ------------ | ------------ | ------------ | -------------------- | -------------------- | -------------------- | ----- | ----- |
| Леа Зигль      | DSP Fighting Line | Личный турнир | DNS     | DNS     | DNS   | DNS   | DNS   | DNS          | DNS          | DNS          | DNS                  | DNS                  | DNS                  | DNS   | DNS   |
| Харальд Амброс | Mountbatton       | Личный турнир | 36,50   | 49      | 6,80  | 43,30 | 33    | 10,00        | 53,30        | 34           | завершил выступление | завершил выступление | завершил выступление | 53,30 | 34    |

### Конкур
| Спортсмен                               | Лошадь          | Дисциплина       | Квалификация | Квалификация | Квалификация | Финал                 | Финал                 | Финал                 |
| Спортсмен                               | Лошадь          | Дисциплина       | Штраф        | Время        | Место        | Штраф                 | Время                 | Место                 |
| --------------------------------------- | --------------- | ---------------- | ------------ | ------------ | ------------ | --------------------- | --------------------- | --------------------- |
| Герфрид Пук                             | Naxcel V        | Личный турнир    | 12,00        | 77,34        | 55           | завершил выступление  | завершил выступление  | завершил выступление  |
| Макс Кюнер                              | Elektric Blue P | Личный турнир    | 4,00         | 73,04        | 22 Q         | 4,00                  | 81,29                 | 7                     |
| Катарина Ромберг                        | Cuma 5          | Личный турнир    | 4,00         | 75,55        | 32           | завершила выступление | завершила выступление | завершила выступление |
| Герфрид Пук Макс Кюнер Катарина Ромберг | См. выше        | Командный турнир | 28           | —            | 13           | завершили выступление | завершили выступление | завершили выступление |

## Легкая атлетика
Австрийские легкоатлеты выполнили нормативы для участия в Играх 2024 года, пройдя прямую квалификацию или по мировому рейтингу, в следующих соревнованиях (максимум по 3 спортсмена в каждом):
Беговые дисциплины
Мужчины
| Маркус Фукс    | 100 м     | 10.59 | 66 | —       | —  | завершил выступление | завершил выступление | завершил выступление | завершил выступление |                      |                      |
| Рафаэль Паллич | 1500 м    | —     | —  | 3.38,20 | 37 | 3.39,32              | 24                   | завершил выступление | завершил выступление | завершил выступление | завершил выступление |
| Энцо Диссль    | 110 м с/б | —     | —  | 13,63   | 29 | 13,56                | 11                   | завершил выступление | завершил выступление | завершил выступление | завершил выступление |

Беговые дисциплины
Женщины
| Спортсмен           | Дисциплина | Забеги    | Забеги | Утеш. забеги | Утеш. забеги | Полуфиналы | Полуфиналы | Финал                 | Финал                 |
| Спортсмен           | Дисциплина | Результат | Место  | Результат    | Место        | Результат  | Место      | Результат             | Место                 |
| ------------------- | ---------- | --------- | ------ | ------------ | ------------ | ---------- | ---------- | --------------------- | --------------------- |
| Сюзанна Гогль-Валли | 400 м      | 50,67     | 16 Q   | —            | —            | 51,17      | 19         | завершила выступление | завершила выступление |
| Юлия Майер          | Марафон    | —         | —      | —            | —            | —          | —          | 2:35.14               | 55                    |

Технические дисциплины
Мужчины
| Спортсмен           | Дисциплина    | Полуфиналы | Полуфиналы | Финал     | Финал |
| Спортсмен           | Дисциплина    | Результат  | Место      | Результат | Место |
| ------------------- | ------------- | ---------- | ---------- | --------- | ----- |
| Лукас Вайсхайдингер | Метание диска | 66.,2      | 3 Q        | 67,54     | 5     |

Женщины
| Спортсмен       | Дисциплина    | Полуфиналы | Полуфиналы | Финал                 | Финал                 |
| Спортсмен       | Дисциплина    | Результат  | Место      | Результат             | Место                 |
| --------------- | ------------- | ---------- | ---------- | --------------------- | --------------------- |
| Виктория Хадсон | Метание копья | 59,69      | 20         | завершила выступление | завершила выступление |

## Настольный теннис
Австрия получила по одному месту в мужском и женском личных соревнованиях по настольному теннису по Рейтингу ITTF.
| Спортсмен       | Дисциплина     | 1/32 финала             | 1/16 финала          | 1/8 финала             | Четвертьфиналы       | Полуфиналы            | Финал / За 3 место    | Финал / За 3 место    |
| Спортсмен       | Дисциплина     | Соперник Результат      | Соперник Результат   | Соперник Результат     | Соперник Результат   | Соперник Результат    | Соперник Результат    | Место                 |
| --------------- | -------------- | ----------------------- | -------------------- | ---------------------- | -------------------- | --------------------- | --------------------- | --------------------- |
| Даниэль Хабесон | Мужчины личное | ESPАльваро Роблес П 2–4 | завершил выступление | завершил выступление   | завершил выступление | завершил выступление  | завершил выступление  | завершил выступление  |
| София Полканова | Женщины личное | MEXАранча Коссио В 4–0  | PORШао Цзени В 4–2   | ROUБернадетт Сёч В 4–0 | CHNЧэнь Мэн П 0–4    | завершила выступление | завершила выступление | завершила выступление |

## Парусный спорт
Австрия завоевала право выставить по одной лодке (яхте) в нижеследующих классах судов по результатам Чемпионата мира по парусному спорту 2023 года в Гааге, Нидерланды, чемпионата Европы 2023 года и регаты «Последний шанс» 2024 года в Йере, Франция. Одну лодку в женском классе IQFoil Австрия получила право заявить по программе Emerging Nations.
Гонки с выбыванием
| Спортсмен       | Дисциплина           | Открытые серии | Открытые серии | Открытые серии | Открытые серии | Открытые серии | Открытые серии | Открытые серии | Открытые серии | Открытые серии | Открытые серии | Открытые серии | Открытые серии | Открытые серии | Открытые серии | Открытые серии | Открытые серии | Открытые серии | Открытые серии | 1/4 финала            | Полуфинал             | Полуфинал             | Полуфинал             | Полуфинал             | Полуфинал             | Полуфинал             | Полуфинал             | Полуфинал             | Финал                 | Финал                 | Финал                 | Финал                 | Финал                 | Финал                 | Финал                 | Финал |
| Спортсмен       | Дисциплина           | 1              | 2              | 3              | 4              | 5              | 6              | 7              | 8              | 9              | 10             | 11             | 12             | 13             | 14             | 15             | 16             | Сумма          | Место          | Место                 | 1                     | 2                     | 3                     | 4                     | 5                     | 6                     | Всего                 | Место                 | 1                     | 2                     | 3                     | 4                     | 5                     | 6                     | Всего                 | Место |
| --------------- | -------------------- | -------------- | -------------- | -------------- | -------------- | -------------- | -------------- | -------------- | -------------- | -------------- | -------------- | -------------- | -------------- | -------------- | -------------- | -------------- | -------------- | -------------- | -------------- | --------------------- | --------------------- | --------------------- | --------------------- | --------------------- | --------------------- | --------------------- | --------------------- | --------------------- | --------------------- | --------------------- | --------------------- | --------------------- | --------------------- | --------------------- | --------------------- | ----- |
| Валентин Бонтус | Мужчины Формула Кайт | 1              | 2              | 5              | 8              | 4              | 21             | 20             | отменены       | отменены       | отменены       | отменены       | отменены       | отменены       | отменены       | отменены       | отменены       | 20             | 4              | —                     | 1                     | Q                     | Q                     | Q                     | Q                     | Q                     | 3                     | 1                     | 1                     | 1                     | 1                     | —                     | —                     | —                     | 3                     | 1     |
| Лорена Абихт    | Женщины IQFoil       | 10             | 18             | 22             | 25             | 22             | 23             | 25             | 24             | 22             | 22             | 21             | 11             | 25             | 20             | —              | —              | 240            | 23             | завершила выступление | завершила выступление | завершила выступление | завершила выступление | завершила выступление | завершила выступление | завершила выступление | завершила выступление | завершила выступление | завершила выступление | завершила выступление | завершила выступление | завершила выступление | завершила выступление | завершила выступление | завершила выступление | 23    |
| Алина Корнелли  | Женщины Формула Кайт | 16             | 12             | 13             | 9              | 8              | 5              | отменены       | отменены       | отменены       | отменены       | отменены       | отменены       | отменены       | отменены       | отменены       | отменены       | 47             | 11             | завершила выступление | завершила выступление | завершила выступление | завершила выступление | завершила выступление | завершила выступление | завершила выступление | завершила выступление | завершила выступление | завершила выступление | завершила выступление | завершила выступление | завершила выступление | завершила выступление | завершила выступление | завершила выступление | 11    |

Медальные гонки
| Спортсмен                        | Дисциплина     | Гонка | Гонка | Гонка | Гонка | Гонка | Гонка | Гонка | Гонка | Гонка    | Гонка    | Гонка | Гонка | Гонка | Баллы | Место |
| Спортсмен                        | Дисциплина     | 1     | 2     | 3     | 4     | 5     | 6     | 7     | 8     | 9        | 10       | 11    | 12    | M*    | Баллы | Место |
| -------------------------------- | -------------- | ----- | ----- | ----- | ----- | ----- | ----- | ----- | ----- | -------- | -------- | ----- | ----- | ----- | ----- | ----- |
| Беньямин Бильдштайн Давид Хуссль | Мужчины 49-й   | 3     | 5     | 9     | 11    | 13    | 17    | 17    | 19    | 6        | 16       | 15    | 10    | EL    | 122   | 14    |
| Лукас Мер Лара Вадлау            | Микст 470      | 20    | 5     | 3     | 1     | 7     | 1     | 5     | 2     | отменены | отменены | —     | —     | 14    | 38    | 1     |
| Лукас Хаберл Таня Франк          | Микст Накра 17 | 16    | 12    | 14    | 15    | 16    | 15    | 15    | 3     | 8        | 9        | 10    | 16    | EL    | 133   | 15    |

M = Медальная гонка; EL = Выбыл – не участвовал в медальной гонке

## Плавание
Австрийские пловцы выполнили требования для участия в нижеследующих дисциплинах плавательного турнира Олимпиады (максимум два пловца, выполнивших Олимпийский квалификационный норматив (OST) или, возможно, Олимпийский рассматриваемый норматив (OCT)).
Мужчины
| Спортсмен                                                    | Дисциплина                         | Заплывы | Заплывы | Полуфиналы            | Полуфиналы            | Финал                 | Финал                 |
| Спортсмен                                                    | Дисциплина                         | Время   | Место   | Время                 | Место                 | Время                 | Место                 |
| ------------------------------------------------------------ | ---------------------------------- | ------- | ------- | --------------------- | --------------------- | --------------------- | --------------------- |
| Феликс Аубёк                                                 | 200 м вольный стиль                | DNS     | DNS     | DNS                   | DNS                   | DNS                   | DNS                   |
| Феликс Аубёк                                                 | 400 м вольный стиль                | 3.50,50 | 24      | завершил выступление  | завершил выступление  | завершил выступление  | завершил выступление  |
| Феликс Аубёк                                                 | 800 м вольный стиль                | 7.48,49 | 13      | завершил выступление  | завершил выступление  | завершил выступление  | завершил выступление  |
| Феликс Аубёк                                                 | 10 км открытая вода                | —       | —       | —                     | —                     | 2:03.00,5             | 24                    |
| Бернхард Райтсхаммер                                         | 100 м на спине                     | 55,13   | 36      | завершил выступление  | завершил выступление  | завершил выступление  | завершил выступление  |
| Бернхард Райтсхаммер                                         | 100 м брассом                      | 59,68   | 11 Q    | 1.00,18               | 15                    | завершил выступление  | завершил выступление  |
| Cимон Бухер                                                  | 100 м баттерфляй                   | 51,55   | 13 Q    | 51,35                 | 10                    | завершил выступление  | завершил выступление  |
| Мартин Эспернбергер                                          | 200 м баттерфляй                   | 1.55,19 | 5 Q     | 1.54,62               | 8 Q                   | 1.54,17 NR            | 6                     |
| Бернхард Райтсхаммер Валентин Байер Cимон Бухер Хайко Гиглер | Эстафета 4 × 100 м комбинированная | 3.34,03 | 12      | завершили выступление | завершили выступление | завершили выступление | завершили выступление |
| Ян Херцог                                                    | 10 км открытая вода                | —       | —       | —                     | —                     | 2:01.03,8             | 21                    |

Женщины
| Спортсмен     | Дисциплина     | Заплывы | Заплывы | Полуфиналы            | Полуфиналы            | Финал                 | Финал                 |
| Спортсмен     | Дисциплина     | Время   | Место   | Время                 | Место                 | Время                 | Место                 |
| ------------- | -------------- | ------- | ------- | --------------------- | --------------------- | --------------------- | --------------------- |
| Лена Кройндль | 200 м комплекс | 2.15,04 | 24      | завершила выступление | завершила выступление | завершила выступление | завершила выступление |

## Пляжный волейбол
Австрия получила право выставить пару в мужских соревнованиях по Олимпийскому рейтингу FIVB.
| Спортсмены                  | Категория | Предварительный раунд                  | Предварительный раунд                    | Предварительный раунд               | Предварительный раунд | 1/8 финала            | Четвертьфиналы        | Полуфиналы            | Финал / Матч за 3 место | Место |
| Спортсмены                  | Категория | Соперник Счёт                          | Соперник Счёт                            | Соперник Счёт                       | Место                 | Соперник Счёт         | Соперник Счёт         | Соперник Счёт         | Соперник Счёт           | Место |
| --------------------------- | --------- | -------------------------------------- | ---------------------------------------- | ----------------------------------- | --------------------- | --------------------- | --------------------- | --------------------- | ----------------------- | ----- |
| Юлиан Хёрл Александер Хорст | Мужчины   | BRAЭвандро Оливейра/ Артур Ланси П 0–2 | CZEОндржей Перушич / Давид Швайнер П 0–2 | CANСэм Шахтер / Дэниел Диринг П 0–2 | 4                     | завершили выступление | завершили выступление | завершили выступление | завершили выступление   | 19    |

## Прыжки в воду
Австрия получила одно место в олимпийском турнире по прыжкам в воду в результате перераспределения квот по итогам Чемпионате мира по водным видам спорта 2024 года в Дохе, Катар.
| Спортсмен   | Дисциплина                | Квалификация | Квалификация | Полуфинал            | Полуфинал            | Финал                | Финал                |
| Спортсмен   | Дисциплина                | Баллы        | Место        | Баллы                | Место                | Баллы                | Место                |
| ----------- | ------------------------- | ------------ | ------------ | -------------------- | -------------------- | -------------------- | -------------------- |
| Антон Кноль | Мужчины 10-метровая вышка | 321,55       | 23           | завершил выступление | завершил выступление | завершил выступление | завершил выступление |

## Прыжки на батуте
Австрия завоевала одно квотное место в соревнование мужчин, заняв место в первой восьмерке на Чемпионате мира по прыжкам на батуте в Бирмингеме, Великобритания.
| Спортсмен    | Дисциплина | Квалификация | Квалификация | Финал                | Финал                |
| Спортсмен    | Дисциплина | Баллы        | Место        | Баллы                | Место                |
| ------------ | ---------- | ------------ | ------------ | -------------------- | -------------------- |
| Бенни Вицани | Мужчины    | 54,990       | 15           | завершил выступление | завершил выступление |

## Синхронное плавание
Австрия завоевала право на участие в соревнованиях дуэтов, выиграв Европейские игры 2023 года в Кракове, Польша.
| Анна-Мария Александри Эйрини-Мария Александри | Дуэты | 267,2533 | 2 | 288,4145 | 5 | 555,6678 | 4 |

## Спортивное скалолазание
Австрия завоевала по одному месту в мужской и женской комбинации боулдеринга и лазания на трудность по итогам Чемпионата мира 2023 в Берне, Швейцария.
Комбинация боулдеринга и лазания на трудность
| Спортсмен      | Категория | Квалификация | Квалификация | Квалификация | Квалификация | Квалификация | Квалификация | Финал      | Финал      | Финал     | Финал     | Финал | Финал |
| Спортсмен      | Категория | Боулдеринг   | Боулдеринг   | Трудность    | Трудность    | Всего        | Место        | Боулдеринг | Боулдеринг | Трудность | Трудность | Всего | Место |
| Спортсмен      | Категория | Результат    | Место        | Результат    | Место        | Всего        | Место        | Результат  | Место      | Результат | Место     | Всего | Место |
| -------------- | --------- | ------------ | ------------ | ------------ | ------------ | ------------ | ------------ | ---------- | ---------- | --------- | --------- | ----- | ----- |
| Якоб Шуберт    | Мужчины   | 44,7         | 6            | 54,1         | 6            | 98,8         | 5 Q          | 43,6       | 5          | 96,0      | 1         | 139,6 | 3     |
| Джессика Пильц | Женщины   | 68,8         | 6            | 88,1         | 3            | 156,9        | 2 Q          | 59,3       | 6          | 88,1      | 2         | 147,4 | 3     |

## Стрельба
Австрия завоевала два квотных места для участия в соревнованиях стрелков по итогам Чемпионата мира по стрельбе 2023 года в Баку, Азербайджан и Европейских игр 2023 года во Вроцлаве, Польша. Два квотных места, в мужской винтовке из 3 положений и женском пистолете, Австрия получила по Мировому Олимпийскому рейтингу ISSF. Ещё четыре квотных места получили спортсмены, квалифицированные в других видах, в соответствии с правилами ISSF. Квалифицировав минимум одного спортсмена каждого пола в пневматической винтовке, Австрия получила право выставить команду в миксте в этом виде оружия.
Мужчины
| Спортсмен        | Дисциплина                    | Квалификация | Квалификация | Полуфинал            | Полуфинал            | Финал                | Финал                |
| Спортсмен        | Дисциплина                    | Баллы        | Место        | Баллы                | Место                | Баллы                | Место                |
| ---------------- | ----------------------------- | ------------ | ------------ | -------------------- | -------------------- | -------------------- | -------------------- |
| Александр Шмирл  | Винтовка из 3 положений, 50 м | 585          | 28           | завершил выступление | завершил выступление | завершил выступление | завершил выступление |
| Андреас Тум      | Винтовка из 3 положений, 50 м | 280          | 35           | завершил выступление | завершил выступление | завершил выступление | завершил выступление |
| Александр Шмирл  | Пневматическая винтовка, 10 м | 627,7        | 26           | завершил выступление | завершил выступление | завершил выступление | завершил выступление |
| Мартин Штремпфль | Пневматическая винтовка, 10 м | 627,2        | 28           | завершил выступление | завершил выступление | завершил выступление | завершил выступление |

Женщины
| Спортсмен       | Дисциплина                    | Квалификация | Квалификация | Финал                 | Финал                 |
| Спортсмен       | Дисциплина                    | Баллы        | Место        | Баллы                 | Место                 |
| --------------- | ----------------------------- | ------------ | ------------ | --------------------- | --------------------- |
| Надин Унгеранк  | Винтовка из 3 положений, 50 м | 589          | 7 Q          | 432,1                 | 5                     |
| Надин Унгеранк  | Пневматическая винтовка, 10 м | 626,1        | 28           | завершила выступление | завершила выступление |
| Сильвия Штейнер | Пистолет, 25 метров           | 581          | 17           | завершила выступление | завершила выступление |
| Сильвия Штейнер | Пневматический пистолет, 10 м | 569          | 27           | завершила выступление | завершила выступление |

Микст
| Спортсмен                       | Дисциплина                         | Квалификация | Квалификация | Финал                 | Финал                 |
| Спортсмен                       | Дисциплина                         | Баллы        | Место        | Баллы                 | Место                 |
| ------------------------------- | ---------------------------------- | ------------ | ------------ | --------------------- | --------------------- |
| Мартин Штремпфль Надин Унгеранк | Пневматическая винтовка, 10 метров | 625,5        | 15           | завершили выступление | завершили выступление |

## Стрельба из лука
Австрия завоевала право выставить одну участницу в женском личном турнире на Европейском континентальном квалификационном турнире 2024 года в Эссене, Германия.
| Спортсмен       | Дисциплина                        | Предварительный раунд | Предварительный раунд | 1/32 финала               | 1/16 финала          | 1/8 финала           | Четвертьфиналы       | Полуфиналы           | Финал / За 3 место   | Финал / За 3 место   |
| Спортсмен       | Дисциплина                        | Результат             | Посев                 | Соперник Счет             | Соперник Счет        | Соперник Счет        | Соперник Счет        | Соперник Счет        | Соперник Счет        | Место                |
| --------------- | --------------------------------- | --------------------- | --------------------- | ------------------------- | -------------------- | -------------------- | -------------------- | -------------------- | -------------------- | -------------------- |
| Элизабет Штрака | Женщины индивидуальное первенство | 667                   | 10                    | Квинти Руффен (NED) П 4–6 | завершил выступление | завершил выступление | завершил выступление | завершил выступление | завершил выступление | завершил выступление |

## Теннис
Австрия получила по одному месту в мужской и женский одиночные турниры по рейтингу ATP и WTA соответственно.
| Спортсмен       | Дисциплина        | 1/32 финала                   | 1/16 финала                   | 1/8 финала            | Четвертьфиналы        | Полуфиналы            | Финал / За 3 место    | Финал / За 3 место    |
| Спортсмен       | Дисциплина        | Соперник Счёт                 | Соперник Счёт                 | Соперник Счёт         | Соперник Счёт         | Соперник Счёт         | Соперник Счёт         | Место                 |
| --------------- | ----------------- | ----------------------------- | ----------------------------- | --------------------- | --------------------- | --------------------- | --------------------- | --------------------- |
| Себастьян Офнер | Мужчины одиночный | NEDРобин Хасе В 7–5, 6–2      | AINДаниил Медведев П 2–6, 2–6 | завершил выступление  | завершил выступление  | завершил выступление  | завершил выступление  | завершил выступление  |
| Юлия Грабер     | Женщины одиночный | Эмма Наварро (USA) П 2–6, 0–6 | завершила выступление         | завершила выступление | завершила выступление | завершила выступление | завершила выступление | завершила выступление |

## Триатлон
Австрия завоевала по два квотных места в соревнования мужчин и женщин по Мировому индивидуальному рейтингу World Triathlon и автоматически право выставить команду в смешанной эстафете.
Личное
| Спортсмен     | Категория | Время             | Время     | Время             | Время     | Время       | Время   | Место |
| Спортсмен     | Категория | Плавание (1,5 км) | Переход 1 | Велосипед (40 км) | Переход 2 | Бег (10 км) | Всего   | Место |
| ------------- | --------- | ----------------- | --------- | ----------------- | --------- | ----------- | ------- | ----- |
| Алоис Кнабль  | Мужчины   | 20,33             | 0,54      | 51,57             | 0,26      | 32,33       | 1.46,23 | 23    |
| Тьеббе Кайндл | Мужчины   | 21,21             | 0,47      | 51,18             | 0,27      | 35,08       | 1.49,01 | 33    |
| Юлия Хаузер   | Женщины   | 24,41             | 0,57      | 1.00,39           | 0,32      | 34,55       | 2.01,44 | 32    |
| Лиза Пертерер | Женщины   | 27,52             | 1,03      | 1.00,16           | 0,35      | 37,41       | 2.07,27 | 50    |

Эстафета
| Спортсмен     | Категория      | Время            | Время     | Время            | Время     | Время      | Время | Место |
| Спортсмен     | Категория      | Плавание (300 м) | Переход 1 | Велосипед (7 км) | Переход 2 | Бег (2 км) | Всего | Место |
| ------------- | -------------- | ---------------- | --------- | ---------------- | --------- | ---------- | ----- | ----- |
| Алоис Кнабль  | Микст эстафета | 4,10             | 1,07      | 9,37             | 0,24      | 5,19       | 20,37 | 14    |
| Юлия Хаузер   | Микст эстафета | 5,36             | 1,18      | 11,49            | 0,30      | 6,14       | 25,27 | 15    |
| Тьеббе Кайндл | Микст эстафета | 5,02             | 1,06      | 10,15            | 0,24      | 5,37       | 22,24 | 15    |
| Лиза Пертерер | Микст эстафета | 6,01             | DNF       | DNF              | DNF       | DNF        | DNF   | DNF   |
| Всего         | Микст эстафета | —                | —         | —                | —         | —          | DNF   | 15    |

## Тхэквондо
Австрия завоевала одно место в женском турнире в соответствии с рейтингом WT.
| Спортсмен  | Дисциплина          | 1/8 финала          | Четвертьфиналы        | Полуфиналы            | Утеш. поединки        | Финал/За 3 место      | Финал/За 3 место      |
| Спортсмен  | Дисциплина          | Соперник Результат  | Соперник Результат    | Соперник Результат    | Соперник Результат    | Соперник Результат    | Место                 |
| ---------- | ------------------- | ------------------- | --------------------- | --------------------- | --------------------- | --------------------- | --------------------- |
| Марлен Яль | Женщины свыше 67 кг | CHNЧжоу Цзеци П 0-2 | завершила выступление | завершила выступление | завершила выступление | завершила выступление | завершила выступление |